# Henri Calet
Pour les articles homonymes, voir Barthelmess et Calet.
 (février 2025).
Si vous disposez d'ouvrages ou d'articles de référence ou si vous connaissez des sites web de qualité traitant du thème abordé ici, merci de compléter l'article en donnant les références utiles à sa vérifiabilité et en les liant à la section « Notes et références ».
Œuvres principales
- La Belle Lurette (1935)
- Le Tout sur le tout (1948)

Henri Calet, de son vrai nom Raymond-Théodore Barthelmess (Paris, 1904-Vence, 1956), est un écrivain, journaliste, homme de radio français, humaniste et libertaire.
Né d’un père instable et anarchiste, Calet grandit d’abord dans les quartiers populaires de la capitale française, puis, pendant la Première Guerre mondiale, sa mère étant flamande, vécut une partie de son adolescence en Belgique occupée. De retour à Paris en 1919 sans véritable métier, il dut arrêter ses études et multiplia les petits métiers jusqu’à son entrée comme aide-comptable à la société Électro-Câble en 1925. Il y travailla cinq ans, à l’entière satisfaction de ses employeurs, mais son train de vie et sa passion pour le champ de courses l’amenèrent à dérober une forte somme dans la caisse de l’entreprise. Ayant pris la fuite, il se fixa en Uruguay, alla d’échec en échec, dilapidant son argent, avant de revenir en France clandestinement. Cependant, l’amitié qu’il noua avec Michel Matveev, Jean Paulhan et Pascal Pia lui permit de faire paraître ses premières œuvres littéraires, dont la Belle Lurette (1935), récit autobiographique, qui reste son livre le plus connu. Après prescription de ses délits des années 1920, il trouva à s’employer dans une usine de céramique électrotechnique, mais, enrôlé dans l’armée, vécut la débâcle de 1940, sur laquelle il livrerait son témoignage dans Le Bouquet (1945). Après la Libération, il se fit une renommée comme journaliste, écrivant, notamment pour le journal Combat et pour divers quotidiens et magazines, une série de reportages qui évoquaient avec tendresse, malice, verve et humour la vie quotidienne et les préoccupations des différentes couches de la société française, en particulier des gens le plus humbles, et il eut également du succès comme auteur radiophonique. Dans Le Tout sur le tout (1948), qui n'est ni un roman, ni une autobiographie, mais relève de ce qu’il devait appeler « un genre hybride », il évoqua le Paris de son enfance, avec ses rues, la vie de son peuple et les nuances de son ciel. Ces réussites n’effacèrent pas sa gêne matérielle, qu’aggravaient une vie sentimentale confuse et le désordre de sa vie personnelle. Une affection cardiaque provoqua sa mort prématurée à l’âge de 52 ans.

## Biographie

### Enfance à Paris
Henri Calet naquit à Paris d’un père anarchiste parisien et belge, Théo Feuilleaubois, vivant de divers emplois, et d’une mère belge flamande, Anne Barthelmess née Claus, que Théo avait rencontrée à Bruxelles. Comme le père s’était éclipsé pour se soustraire au service militaire, la jeune mère d’Henri Calet, ayant accouché à Paris, fut contrainte de donner à son fils le patronyme (Barthelmess) et la nationalité (belge) de son mari, dont elle n’avait pas encore divorcé. Après le retour du père, le couple emménagea d’abord dans un meublé de Belleville, passage Julien-Lacroix, puis s’installa rue de Tanger, à la Villette, ensuite dans la plaine de Grenelle. La mère était fourchetteuse tandis que le père vendait des journaux à la criée ou fabriquait de faux billets, avant de trouver un emploi comme travailleur manuel dans une usine de paratonnerres. En 1945, Henri Calet reviendra avec nostalgie sur les lieux, où tout était demeuré inchangé — cour, immeuble, pavés, fontaine —, et relatera les péripéties de son enfance dans Le Tout sur le tout.
Cependant, les parents du jeune Raymond déménagèrent à nouveau, à la cloche de bois, en pleine nuit, marchant dans les rues inondées de Paris, en emportant le peu qu’ils possédaient dans une barque empruntée, pour la rue des Acacias, dans le quartier des Ternes, où ils avaient déniché un logis à la portée de leurs moyens. La situation matérielle de la famille progressait : le père travaillait dans un garage, mais sut améliorer l’ordinaire en se livrant à quelques affaires illicites et au faux-monnayage, auquel il initia également son épouse.
Raymond, qui ne fréquentait pas l’école, fit une chute grave dans la fosse du garage où travaillait son père, et fut envoyé en convalescence pour une année dans un pensionnat spécialisé à Berck-sur-Mer. Quand il revint à Paris, il retrouva sa mère vivant seule dans une chambre de bonne, rue Brunel, dans le XVIIe arrondissement, le père ayant gagné le large pour se mettre en ménage avec Ida, la fille de son épouse et du premier mari de celle-ci. Ce fut pour le jeune Raymond une triste période, où la mère tentait péniblement de gagner sa vie en exerçant divers métiers et en se livrant sans doute aussi à la prostitution. En 1914, ils vécurent quelques mois à Levallois-Perret, où Raymond Barthelmess poursuivit sa scolarité jusqu’en mars, avant de rejoindre l’école de la rue Saint-Ferdinand dans le XVIIe.

### Adolescence à Bruxelles
Pour échapper à la mobilisation, Théo Feuilleaubois, selon son habitude, se sauva avec Ida pour se réfugier pendant cinq ans aux Pays-Bas sous une fausse identité, tandis que de son côté Anne s’enfuit avec son fils, alors âgé de dix ans, en Belgique occupée. Pendant qu’elle travaillait à Bruxelles dans la restauration et l’hôtellerie, son fils Raymond était ballotté d’école en école. Henri Calet écrira à ce sujet : « … J’ai passé, usé si l’on veut, cinq années de ma jeunesse à Bruxelles – de dix à quinze ans – Ce sont des années importantes durant lesquelles le corps et l’esprit prennent plus ou moins forme humaine ; c’est la période de la dentition, et du cerveau, si j’ose ainsi dire… Nous habitions dans une rue pauvre au nom triste : rue des Charbonniers, en bordure de la Senne… » 
Après avoir fréquenté l’école moyenne de la rue Traversière à Saint-Josse-ten-Noode, commune au nord-est de la capitale belge, il fut inscrit à l’Institut Steyaert à Anderlecht, dans le sud-ouest de l’agglomération : « … pendant quelques mois, j’ai été interne dans une petite pension du faubourg d’Anderlecht. Je ne pense pas qu’il existe au monde des régions plus sinistres que celles que nous parcourions en rangs, le jeudi, le parapluie réglementaire de coton au bras… nous étions tous affamés… » Ensuite, il entra au collège de la rue des Coteaux, toujours à Bruxelles, où il resta jusqu’en octobre 1919 ; noté comme « bon élève », il s’y vit dispenser un excellent enseignement général. Lui et sa mère finirent cependant par regagner Paris.

### Retour à Paris et entrée dans la vie professionnelle
Vers 1920, les parents de Raymond Barthelmess, s’étant rabibochés, élisent domicile dans un deux-pièces assez fruste situé dans le même immeuble de la rue Brunel, dans le XVIIe arrondissement, que celui où la mère avait vécu avant la guerre, et occupent ensuite ce logement jusqu'à la fin de leurs jours. Cependant, les retrouvailles de Raymond avec son père se passent péniblement, le jeune homme gardant rancune à son père de la violence exercée par lui à l’égard de sa mère avant leur séparation, à telle enseigne que quand en 1926 Théo Feuilleaubois épouse enfin Sophie-Anne Claus, divorcée de Louis Barthelmess, faisant de Raymond officiellement leur fils, celui-ci n’entreprend aucune démarche pour acquérir le nom de son vrai père.
Raymond, sa scolarité achevée, occupe une ribambelle de petits emplois, se faisant tour à tour clerc d’huissier près de la porte Saint-Denis, représentant d’une marque de savon à barbe, aide-chimiste chez Nicolas, assistant-potard dans une pharmacie de la rue Pavée, aide-comptable dans une société d’accessoires automobiles, puis à Levallois-Perret, secrétaire dans une usine d’avions, et de janvier 1923 à juin 1925, mécanographe dans une épicerie en gros du quartier de la Bastille.
Enfin, en juin 1925, Raymond Barthelmess est engagé comme aide-comptable par la société L’Électro-Câble, rue de Penthièvre, dans le VIIIe arrondissement, où il reste cinq ans et où, jugé « actif » et « consciencieux » par ses supérieurs, il donne entière satisfaction et bénéficie à l’issue de quelques années d’une promotion comme chef-adjoint de la comptabilité.
Dans les années qui suivirent, il s’initie à la peinture, à la musique, au théâtre et, surtout, à la littérature, accomplit en 1928 un bref service militaire de quelques semaines seulement, et fait la rencontre de Sima, cantatrice russe, mariée et mère d’une petite fille, de qui il partage la vie jusqu’en 1932, rue d’Armaillé.
Ses revenus, quoiqu'en augmentation, restent insuffisants pour financer son train de vie et surtout sa funeste passion des courses de chevaux, dans lesquelles il engage des sommes de plus en plus considérables. Ces dépenses le conduisent à se livrer à des manœuvres frauduleuses au sein de son entreprise, jusqu’à ce que, le 23 août 1930, de plus en plus acculé, il dérobe dans le coffre-fort de L’Électro-Câble une somme importante, 250 000 francs environ.

### Fuite à Montevideo

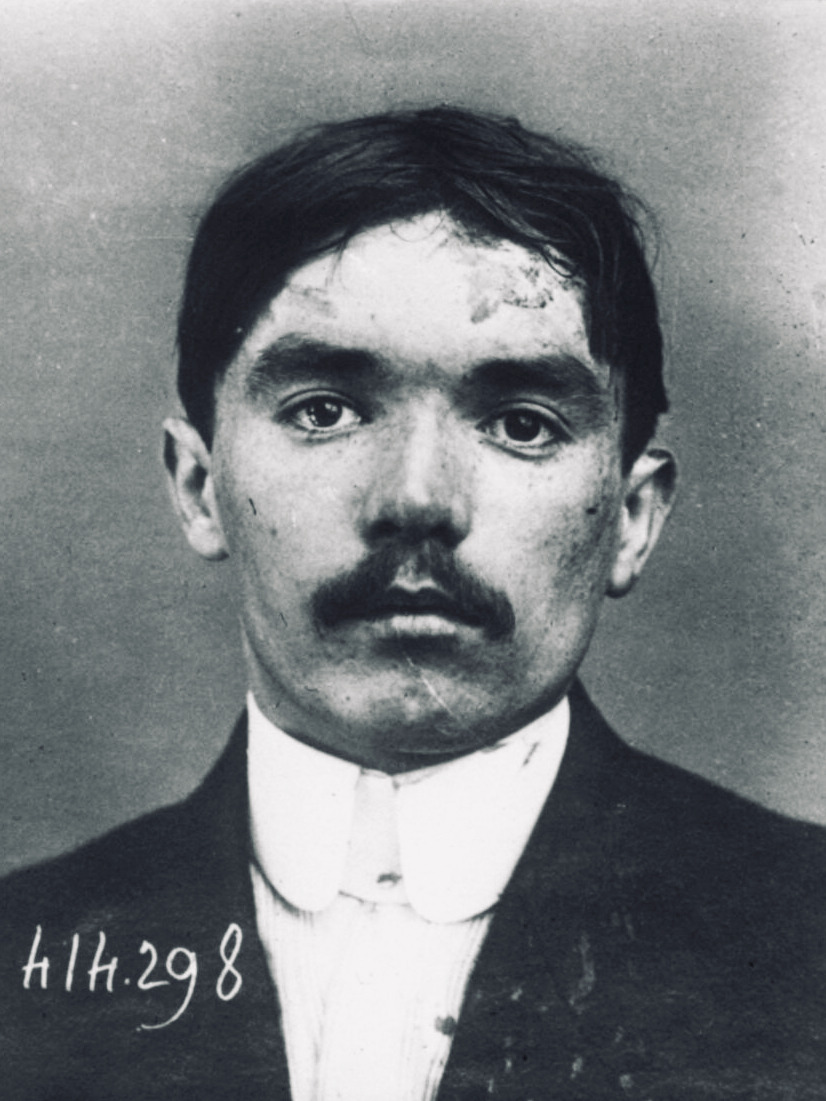
Jean De Boë.

Le jour même du vol, Henri Calet et Sima prirent le train pour Liège, en Belgique, où il espérait rencontrer Jean De Boë, compagnon de sa demi-sœur et anarchiste, dont il escomptait des conseils sur la marche à suivre pour quitter l’Europe. Après s’être séparé de Sima, il se rendit en Angleterre, pour de là prendre passage sur un navire à destination de l’Argentine, via le Brésil et l’Uruguay. Faisant l’objet désormais d’un avis de recherche international, il plongea le 10 octobre 1930 dans la clandestinité à Montevideo, après s’être fait confectionner un faux passeport au nom de Henri Calet, commerçant nicaraguayen, né à León en 1903, de père hollandais et de mère belge, ayant probablement emprunté ce nom à la nouvelle en trois lignes n° 512 de Félix Fénéon, datant d'août 1906 : "Un enfant de 3 ans, Henri Calet, de Malakoff, est tombé dans un bassin d’eau bouillante, et n’a pas survécu à ses brûlures." Cependant, la somme volée sera bientôt dilapidée dans la fréquentation de proscrits et d’agitateurs professionnels qui puisaient dans ses fonds sans vergogne.
À Montevideo, il avait retrouvé son demi-frère Eugène (enfant du premier mariage de sa mère) et tenta, sans succès, sa chance au Brésil en sa compagnie. De retour en Uruguay, où il multiplia fiascos et expériences navrantes, mettant sur pied notamment un fonds de librairie, entreprise qui avorta bientôt faute de ses soins. En revanche, il fréquentait assidûment l’hippodrome de Montevideo.
S’il fut lié pendant quelque temps avec une réfugiée politique qui travaillait comme serveuse, Henri Calet tomba sous la fascination ambiguë d’un certain Luis Eduardo Pombo, jeune homosexuel uruguayen plein de charme, fort cultivé, féru d’art et de poésie, qui lui devint bientôt indispensable et l’initia à la cocaïne. Calet se retrouva entraîné dans une spirale descendante où, tandis que son accoutumance à la drogue s’accentuait, ses rapports avec Pombo se détérioraient. À bout de ressources et envisageant le suicide, Calet se ressaisit pourtant et s’embarqua le 12 avril 1931 sur un navire qui l’emmènera en Allemagne.

### Retour en Europe
Le 15 mai 1931, Henri Calet mit pied à terre à Hambourg, puis se rendit à Berlin, où il retrouva Sima et se remit en ménage avec elle. Le couple fut plongé dans une grande précarité financière et, pour subsister, Calet donnait des leçons particulières de français. En même temps, il fit divers séjours inexpliqués en Belgique, dans le nord de la France et à Paris. Cependant, le couple finit par se séparer, Sima regagnant alors Moscou.
Le 31 juillet de la même année, Henri Calet, de retour près de Paris, avait trouvé à se loger dans une pension de famille à Puteaux. Illégal, il dut vivre caché en permanence, et connut, lors de ses fréquents déplacements à Paris, l’angoisse d’être contrôlé par la police. Ensuite, il habita d’abord une chambre de bonne, rue Changarnier, dans le XIIe arrondissement, puis impasse du Rouet dans le XIVe. Pourtant, sa situation de clandestin ne l’empêcha pas de militer dans des organisations ouvrières.
Il écrivit des poèmes ainsi que sa première nouvelle, Vie de famille, laquelle, sur l’intervention de son ami Michel Matveïev, sera publiée en novembre 1933 dans la revue Avant-poste. Entre-temps, il envoyait à Pombo des lettres enflammées, toutes restées sans réponse.
Poursuivant sa vie d’errance, il se retrouva en mars 1934 séjournant au Portugal, puis aux Açores, à Ribeira Grande, où il commença la rédaction de la Belle Lurette, qu’il poursuivit à Paris, dans la chambre de bonne, rue Edgar-Poe, sur la Butte Bergeyre, où il s’était réfugié en octobre 1934. Peu avant, Raymond Barthelmess fut condamné par contumace à cinq années d’emprisonnement et à 3 000 francs d’amende, à la suite d’une plainte des Tréfileries, Laminoirs et Fonderies de Chauny. Plus tard, en mars 1935, Raymond Barthelmess sera condamné par défaut à payer à titre de dommages-intérêts la somme de 250 000 francs, pour le délit d’escroquerie et d’abus de confiance remontant à 1930.
En 1935, Henri Calet commença une liaison avec Marthe Klein, veuve d’un sculpteur, pendant que, à la NRF, Jean Paulhan accueillait avec enthousiasme son manuscrit de la Belle Lurette, qui paraîtra en octobre 1935 chez Gallimard. Bénéficiant d’une bonne réception critique, le livre valut à son auteur les témoignages d’estime d’André Gide, Max Jacob, Marc Bernard et Eugène Dabit. C’est aussi vers cette époque que Calet se lia d’amitié avec Pascal Pia.
En 1936, Henri Calet, qui vivait à présent avec Marthe Klein rue Jeanne (actuelle rue Georges-Pitard), dans le XVe arrondissement, fut embauché grâce à Jean Paulhan comme correcteur au journal la Lumière, poste qu'il occupera deux jours par semaine jusqu’en 1940. Parallèlement, il rédigea articles, critiques et nouvelles, tout en commençant son nouveau roman, Le Mérinos, qui sera édité en 1937.
Fin octobre 1936, il s’engagea en faveur de la République espagnole en donnant son adhésion au Centre d’aide aux intellectuels d’Espagne. La Fièvre des Polders, roman commencé en 1936, que Jean Paulhan encouragea Calet à poursuivre en dépit de son désespérant statut de hors-la-loi, parut enfin en 1939. La prescription judiciaire finissant par intervenir, Raymond Barthelmess put apparaître au grand jour et épouser Marthe Klein en janvier 1940.

### Les années de guerre
Le 17 avril 1940, reconnu apte au service armé, le caporal Raymond Barthelmess fut enrôlé dans une compagnie de mitrailleurs. Deux mois plus tard, le 15 juin, fait prisonnier par les Allemands à Coulanges-sur-Yonne, il dut rejoindre comme prisonnier de guerre une caserne à Auxerre, avant de se trouver affecté comme interprète aux ateliers Hotchkiss à Saint-Denis. Cependant, le 21 décembre, avec la complicité de Marthe Klein, il réussit à s’évader, redevenant Henri Calet, et le couple s’en retourna à Paris.
Pourtant, le 18 janvier 1941, Calet franchit seul la ligne de démarcation et fut accueilli à Lyon par son ami Pascal Pia, alors secrétaire de rédaction du journal Paris-Soir, replié en zone non occupée. Sans travail, Calet gagna Tarbes, où des amis étaient disposés à l’héberger et où Marthe viendra le rejoindre en février. Le 1er mars, une usine de la Compagnie générale de l’électro-céramique à Bazet, près de Tarbes, embaucha Henri Calet comme statisticien. Sur le conseil de Pascal Pia, il s’attela à la rédaction d’un ouvrage relatant son odyssée militaire de 1940, le roman Le Bouquet ; pour pouvoir s’y consacrer à plein temps, il renonça en avril 1942 à son emploi de statisticien pour s’en aller s’installer avec Marthe Klein à Cadéac-les-Bains, dans les Hautes-Pyrénées. Le livre, dédié à Pascal Pia, ne sera toutefois achevé qu’en 1943, pour ne paraître qu’en 1945, chez Gallimard ; cependant, une première version du Bouquet, que Pascal Pia ne parvint pas alors à faire publier en France, parut en février 1943 à New York, dans le journal Pour la victoire.
Durant l’été 1943, Anne et Théo Feuilleaubois, les parents de Calet, accompagnés de Jean De Boë, l’anarchiste belge, vinrent se fixer à Cadéac-les-Bains et y resteront jusqu’en avril 1944. En quête de travail, Calet reprit contact avec ses anciens employeurs, qui lui proposèrent un poste de directeur adjoint à leur usine d'Andancette, dans la Drôme, où il restera en fonction deux ans, en devenant le directeur en janvier 1944. Lorsque, après le débarquement du 6 juin 1944 en Normandie, la Résistance ardéchoise entra dans une phase active, avec son lot de sabotages, de bombardements, d’embuscades, l’usine dirigée par Calet ferma ses portes. En septembre, l’Ardèche étant libérée, Calet remit sa démission à la Compagnie générale de l’électro-céramique et regagna Paris en novembre, où par l’intercession de Pascal Pia il collabora au journal Combat, dirigé par Albert Camus.

### Après-guerre et journalisme
Les chroniques que Calet publia jusqu’en 1949 dans Combat connurent un succès croissant, devenant une sorte de révélation dans les milieux littéraires et journalistiques. Le Bouquet parut chez Gallimard en mai 1945, et eut un excellent accueil critique. En septembre, Pierre Herbart lui demanda d'écrire des chroniques pour sa revue Terre des Hommes. En décembre, Les Murs de Fresnes virent le jour aux Éditions des Quatre-Vents. Au terme d’un périple en Suisse, il fit paraître dans la presse une série d’articles ironiques, qui furent à l’origine d’une polémique dans ce pays, et paraîtront en volume en 1948 sous le titre Rêver à la Suisse, avec un avant-propos d’un humour caustique écrit par Jean Paulhan.
Entre-temps, la condamnation de Raymond Barthelmess avait été définitivement effacée par une réhabilitation en due forme, et il avait été rétabli dans tous ses droits.
En juin 1947, il entama la rédaction d’un ouvrage sur Paris, qu’il poursuivra durant un séjour effectué en Algérie en compagnie de Marthe et de son ami l’écrivain Francis Ponge, et qu'il achèvera durant un mois passé à Rabat, ouvrage intitulé d’abord Aux vingt arrondissements, mais qui paraîtra l’année suivante chez Gallimard sous le titre Le Tout sur le tout et qui reçut un fort bon accueil de la part de la critique (prix de la Cote d’amour en 1948). Durant la même période, Henri Calet écrivit également pour la radio, et de trois de ses nouvelles sera tirée pour Radio Maroc une pièce intitulée Les Mouettes, vivement applaudie[réf. souhaitée].
En août 1947, Calet fit la connaissance d’Antoinette Nordmann, avec qui il commença une liaison orageuse, partageant son existence entre elle et sa femme légale, à leurs deux domiciles respectifs. Cependant, le divorce avec Marthe fut prononcé en juillet 1949, et en septembre de la même année, dans la même clinique où Calet était né quarante-cinq ans auparavant, naîtra Louis François Paul Nordmann, fils du couple Antoinette Nordmann et Henri Calet, qui, comme Calet lui-même, ne sera pas reconnu par son père. Les rapports du couple se dégradèrent du reste bientôt.
Ses multiples activités, littéraires, journalistiques et radiophoniques, ne purent préserver Henri Calet d’une grave gêne financière. Tout en poursuivant de façon irrégulière sa collaboration à Combat, Calet s’attela à la première mouture de Huit quartiers de roture, ouvrage consacré aux XIXe et XXe arrondissements de Paris.

### Années cinquante
En août 1950, Calet acheva la rédaction de Monsieur Paul, sorte d’autofiction où un homme en larmes se confesse à son enfant qui vient de naître, l'ouvrage se vit décerner le Grand Prix de l’académie de l'Humour pour le guide de voyage (ou anti-guide de voyage) l’Italie à la paresseuse.
Les problèmes pécuniaires continuant de l’assaillir, Calet envisagea un temps de tourner le dos à la littérature, reprit contact avec la Compagnie générale d’électro-céramique, et en janvier y fera un bref passage comme attaché à la direction des services administratifs de l’entreprise, mais dès le mois d’avril, il s’en revint à Paris pour y reprendre ses activités journalistiques au Figaro littéraire, à Carrefour et à Opéra.
Ayant rompu avec Antoinette Nordmann, et Marthe Klein partie à l’étranger, il en fut réduit à habiter seul à leur ancien domicile, rue de la Sablière. Il écrivit alors Les Grandes Largeurs, publiées en novembre, puis, début 1952, signa un accord financier avec Gaston Gallimard pour la rédaction d’un roman qui deviendra Un grand voyage, publié en octobre, livre en réalité largement autobiographique relatant sa vie aventureuse en Amérique du Sud[réf. souhaitée]. 
Dans le même temps, Henri Calet continua ses activités à la radio, présentant en collaboration une série de portraits biographiques sur des personnalités artistiques du siècle précédent ou de la Belle Époque, et écrivant pour le Programme Parisien une adaptation radiophonique de Huit quartiers de roture.
Sur commande du journaliste Claude Bellanger, il produisit, sur les gens de condition modeste habitant Paris ou la proche banlieue, une série de reportages et de portraits hauts en couleur qui paraîtront dans le Parisien libéré de mai à juin sous le titre d’Un sur cinq millions, avant d’être réunis dans un volume intitulé Les Deux Bouts paru en mars 1954 chez Gallimard dans la collection L’Air du temps que dirigeait Pierre Lazareff. Le livre manqua de justesse le prix Albert-Londres[réf. souhaitée].
En 1953, il rencontra Christiane Martin du Gard, fille de l’écrivain Roger Martin du Gard, dont il s’éprit et qui devint sa nouvelle et dernière compagne. Cependant, de graves ennuis de santé — il fut la proie le 3 octobre 1953, dans les locaux du magazine Marie-Claire, d’une première crise cardiaque — et des ennuis dans sa vie privée — relations tendues avec Antoinette Nordmann, qui a mal vécu la parution de Monsieur Paul ; retour de Marthe Klein, désireuse de renouer avec son ancien mari ; état de santé de ses parents — ne laissèrent pas d’accabler l’écrivain. 
Une nouvelle attaque cardiaque le 27 mai 1954 ne l’empêcha pas de continuer sa chronique radiophonique quotidienne, ni de parcourir Paris pour le compte du magazine Elle en quête de jeunes filles et de jeunes garçons représentatifs de l’époque, en vue d’une série de reportages qui a été rééditée en 2003 sous le titre Jeunesses.
En novembre, Le Nouveau Femina commanda à Calet des reportages sur ce qu’il est convenu d’appeler « les femmes du monde », reportages réunis ensuite en recueil sous le titre Les Deux Bouts dorés, mais refusés par Gallimard, Plon, Le Seuil et Julliard, puis paraissant enfin, rebaptisé Le Croquant indiscret, chez Grasset, en novembre 1955.
Durant l’été 1955, il fit un reportage sur l’île de Noirmoutier en compagnie d’Antoinette Nordmann et du petit Paul, puis s’en alla se reposer à Vence avec Christiane Martin du Gard. De nouveau à Paris, il s’attela à la rédaction du roman Peau d’ours, qu’il ne lui sera pas donné d’achever, car le 11 février 1956, une crise cardiaque, plus grave encore que les précédentes, lui interdit la moindre activité. Autorisé par les médecins à quitter Paris, il retourna début avril à Vence avec Christiane. Le 14 juillet suivant, il succomba, terrassé par une nouvelle crise cardiaque. Il est inhumé au cimetière de Vence.
Francis Ponge, qu’Henri Calet avait accompagné lors d’un périple en Algérie en 1947-1948, consacra un hommage à son ancien compagnon de voyage, le caractérisant notamment comme suit :

« […] On vous dira qu’il était mélancolique et tendre. Humain. Sensible. D’une ironie discrète. Je ne sais quoi encore.
 
Non.

Par exemple, il était farouchement, sainement égoïste.

Par exemple encore, il était très partial, préférait les pauvres aux riches, dieu sait pourquoi.

Par exemple encore, il n’avait ce qu’on appelle préjugés, ni principes.

Ainsi, beaucoup de ces faiblesses, qui vous obligent, pour continuer à vivre, par correction, à quelque force.
Farouche, lugubre, profondément ruiné de l’intérieur, je ne connais pas d’écrivain plus noir que lui ; d’une noirceur à la Lautréamont, à la Lucrèce.

Il a parlé de tout autres choses que ceux-là. Et d’un tout autre ton. Mais qu’on ne s’y trompe. Il s’agit de la même anxiété. »

## Œuvre
Henri Calet est l’auteur d’une œuvre diverse qui se déploie dans plusieurs registres différents et compte plus d’une dizaine d’ouvrages. Son premier roman, La Belle Lurette, appartient à ce que l’on pourrait appeler (avec l’essayiste littéraire Jean-Pierre Baril) sa manière noire, au même titre que Le Mérinos, la Fièvre des polders, et sans doute aussi Le Bouquet et Les Murs de Fresnes. Les événements et ses faits et gestes durant son enfance et sa jeunesse turbulente, et, pour les deux derniers, la débâcle de 1940 et l’Occupation, forment la matière de ces livres et mettent ainsi souvent en scène un Paris populaire de la première moitié du XXe siècle. Patrice Delbourg dit de lui : 

« C'est sans aucun doute l'émoi amoureux qui sert de fil conducteur à l'œuvre de Henri Calet. Et Paris comme accotement de prédilection. Le Paris de Charles-Louis Philippe, de Fargue, de Dabit. »

On peut ranger sous cette rubrique également Un grand voyage, paru en 1952, récit bouleversant et pudique — mais mal compris par la critique et peu vendu — de son séjour en Uruguay aux côtés de Luis Eduardo Pombo, ouvrage qui reste un représentant typique de ce que Jean-Pierre Baril nomma son domaine d’excellence : l’autobiographie légèrement retouchée.
Un autre de ses registres est constitué des guides, ou plutôt des « anti-guides » de voyage, qu’il publia après la guerre (Rêver à la Suisse en 1947, et L’Italie à la paresseuse en 1950), et qui lui valurent un succès de scandale dans le pays voisin pour le premier, et un franc succès public pour le second. 
À la Libération, Calet acquit une renommée comme journaliste, en particulier grâce à quelques dizaines d’articles qu’il donna à Combat, qui suscitèrent l’admiration de tous et le firent rechercher par de nombreux journaux et magazines de l’époque. Dans un style qui n’est qu’à lui, et dans une veine différente de sa manière noire, il y exposa les à-côtés émouvants et pittoresques de l’existence quotidienne — celle souvent des plus humbles et des plus marqués par la guerre —, faisant de Paris un grand village qu’il explora quartier par quartier, rue par rue, pour en révéler des aspects inattendus.
Les billets qu’il écrivit pour Combat, dont les plus anciens dataient des derniers mois de la guerre, furent réunis peu après sa mort par son ami Pascal Pia en un volume intitulé Contre l’oubli. Pia relate que plusieurs de ses articles amenèrent au journal un courrier abondant auquel la rédaction n’eut pas assez de loisirs pour répondre ; mais, poursuit Pia, 

« aucun ne nous attira plus de lettres que Cette cigarette américaine, où Calet rendait compte d’une audience au tribunal militaire américain installé à Paris. Cet article a fait le tour du monde ; tous les journaux des États-Unis l’ont reproduit ou l’ont cité, et jamais je pense l’ambassade américaine n’a dû éprouver autant d’embarras que devant les prières qui lui ont été adressées de partout en faveur des GI’s condamnés pour marché noir avec les Français démunis. (…) Rien de sensationnel, mais dans l’article, une telle simplicité de ton, une image fidèle d’une justice rendue ‘à la chaîne’, que, du coup, les condamnations à quarante ou cinquante ans de prison devenaient proprement intolérables. »

Après Un grand voyage, Calet, de son propre aveu, se désintéressant désormais de sa propre personne, fit ses adieux définitifs au genre autobiographique qui avait été jusque-là son domaine de prédilection, et préféra se plonger dans la vie des autres et devenir le témoin subjectif de son temps. Il déploiera ainsi, de février 1953 à novembre 1954, une intense activité journalistique tant à la radio que dans la presse écrite, multipliant les enquêtes dans divers journaux et revues. Naquirent ainsi un ensemble d’articles sur les gens de condition modeste, dont la série de reportages Un sur cinq millions, qui fut fort goûté du public et fit ensuite l’objet d’une publication en volume sous le titre Les Deux Bouts. La critique parla à cette occasion du vérisme et du néo-réalisme de Calet. Jean-Pierre Baril note :

« Calet avait conduit ses entretiens avec modestie, minutie et pudeur. Les gens s’étaient ouverts à lui. De chacun, il était parvenu à faire un véritable portrait, singulier et touchant. Et puis, dans le dernier chapitre, Calet décrivait l’intérieur d’un logement délabré, près des Ternes. Un vieux couple se tenait là, proche de la misère. C’étaient ses parents. »

Si dans Les Deux Bouts l’écrivain avait mis son art au service des plus humbles, dans Le Croquant indiscret, en revanche, il s’insinua dans l’univers fastueux des dames du monde, passant d’un hôtel particulier à l’autre, pour faire, au second degré et avec une distance désabusée, le compte rendu de leurs petites contrariétés. Enfin, par une série d’articles écrits pour le compte du magazine Elle, et que les Éditions du Dilettante ont réunis en volume en 2003 sous le titre Jeunesses, il se livra à une vaste enquête sur la jeunesse, rencontra à cet effet une quinzaine de jeunes gens, domiciliés à Paris ou dans sa banlieue, de diverses origines sociales, et les interrogea, à leur domicile ou au café, sur tout un éventail de sujets (goûts, questions existentielles, parcours personnel, projets, actualité, etc.).
Maurice Nadeau caractérisa comme suit le style d’écriture de Calet :

« Il touche par une sorte de désespoir tranquille, déguisé par l’humour. Ton d’humour sobre qui est le sien. Il se confie par le truchement de personnages en qui il met beaucoup de lui-même et de ses aventures quotidiennes. (…) L’œuvre d’Henri Calet, d’un pathétique retenu, d’une écriture surveillée, quoique naturelle et suggestive, prend valeur de témoignage sur une génération qui n’a pas réussi dans ses entreprises, sur un monde plus cocassement absurde qu’horrible, sur un homme contemporain privé d’avenir. Une langue aux images vives, dont l’auteur atténue les fulgurances. Des notations d’une grande hardiesse, qui ne visent jamais à l’exhibitionnisme. »

### Citation
Deux jours avant sa mort, Calet a écrit dans son agenda ces mots émouvants : 

« C’est sur la peau de mon cœur que l’on trouverait des rides. Je suis déjà un peu parti, absent. Faites comme si je n’étais pas là. Ma voix ne porte plus très loin. Mourir sans savoir ce qu’est la mort, ni la vie. Il faut se quitter déjà ? Ne me secouez pas. Je suis plein de larmes. »

Ces deux dernières phrases furent citées par Raymond Devos comme « la parole du poète » dans son sketch Le Vent de la révolte ; elles figurent aussi dans la chanson La Facture d'électricité de Miossec, qui déclare  apprécier l'écrivain.

### Publications
- 1935 : La Belle Lurette, Gallimard ; suivie d'autres rééditions, dont celle de 1965 aux éditions Rencontre à Lausanne, avec une préface de Maurice Nadeau[12]
- 1937 : Le Mérinos, Gallimard
- 1939 : La Fièvre des Polders, Gallimard
- 1945 : Les Murs de Fresnes, Éditions des Quatre-Vents ; réédition Viviane Hamy, 1993 ; réédition Héros-Limite, 2021
- 1945 : Le Bouquet, Gallimard
- 1947 : America, Éditions de Minuit
- 1947 : Trente à quarante, Éditions de Minuit
- 1948 : Rêver à la Suisse, Éditions de Flore ; rééd. Héros-Limite, 2021
- 1948 : Le Tout sur le tout, Gallimard, 1re édition, 1948 ; Gallimard, coll. « L'Imaginaire », Paris, 2003  (ISBN 2-07-022152-0)
- 1950 : Monsieur Paul, Gallimard
- 1950 : L’Italie à la paresseuse, Gallimard ; rééd. 2009, Le Dilettante
- 1951 : Les grandes largeurs, Éditions Vineta
- 1952 : Un grand voyage, Gallimard
- 1954 : Les Deux bouts, Gallimard ; rééd. Héros-Limite, 2016, avec une postface de Jean-Pierre Baril
- 1956 : Le Croquant indiscret, Éditions Grasset
- 1956 : Contre l'oubli, Éditions Grasset (préface de Pascal Pia) ; rééd. dans les Cahiers rouges, 2010
- 1958 : Peau d'ours, Gallimard, coll. « L'Imaginaire », Paris (ISBN 2-07-070453-X)
- 1959 : Acteur et témoin, Mercure de France
- 1989 : Cinq sorties de Paris
- 1996 : Une stèle pour la céramique, Les Autodidactes
- 2000 : De ma lucarne, chroniques, textes établis avec postface et notices par Michel P. Schmitt, Gallimard, coll. « Les Inédits de Doucet », Paris (ISBN 2-07-076036-7)
- 2002 : Poussières de la route, Le Dilettante (préface de Jean-Pierre Baril)
- 2003 : Jeunesses, Le Dilettante (préface de Jean-Pierre Baril)
- 2015 : Huit quartiers de roture, Le Dilettante (préface et annotations de Jean-Pierre Baril)
- 2018 : Paris à la maraude, Éditions des Cendres/ENSSIB
- 2018 : Garonne, roman fleuve suivi de Une heure espagnole, Le Festin, (ISBN 9782360622108)
- 2019 : Mes impressions d'Afrique, textes réunis et présentés par Michel P. Schmitt, Presses universitaires de Lyon
- 2021 : Je ne sais écrire que ma vie, édition établie et présentée par Michel P. Schmitt, préface de Joseph Ponthus, Presses universitaires de Lyon
- 2025 : Une amitié singulière. Correspondance 1944-1956, Henri Calet & Francis Ponge, édition établie et présentée par Michel P. Schmitt, Presses universitaires de Lyon

### Publications en revue
- 2002 : Revue Théodore Balmoral dirigée par Thierry Bouchard n° 42/43, Automne-Hiver 2002, À Raymond Théodore Barthelmess. Dans le cadre de la rubrique « Chapeaux bas : Henri Calet » : Pièces et nouvelles radiophoniques, Théâtre inédit. Jean-Pierre Baril, Place Henri Calet; Jean-Pierre Baril, Henri Calet, Théâtre inédit; Jean-Pierre Baril, L’Énigme des Muettes; Henri Calet, Les Muettes (I. Mimi, II. Rolande, III. Emma); Antoine Blondin, Lettre à Henri Calet; Jean-Pierre Baril, Quelques faits divers; Henri Calet, Faits divers (I. Histoire d’une petite fille, II. Le Bougnat, III. Ilonka, IV. Non lieu (version théâtrale), V. L’Autobus 85); Jean-Pierre Baril, Un acte cruel; Henri Calet, La Porte ouverte; Sylvain Dhomme, Lettre à Henri Calet.